# Spring (Comic-Magazin)
Spring (Eigenschreibweise SPRING) ist eine deutsche Comicanthologie, die 2004 von der gleichnamigen Künstlergruppe in Hamburg gegründet wurde. Die Gruppe besteht ausschließlich aus Frauen. Seit der Gründung erscheint jährlich eine Ausgabe von Spring, seit 2015 im mairisch Verlag.

## Entstehung und Konzept
Im Herbst 2003 ging Claudia Ahlering mit der Frage auf befreundete Zeichnerinnen zu, ob man gemeinsam ein Comic- und Kunstmagazin gestalten wolle, darunter unter anderem claire Lenkova. Es entstand in Hamburg zunächst die Künstlergruppe Spring, im Jahr 2004 erfolgte die erste Veröffentlichung der gleichnamigen Comicanthologie. Jedes Heft soll nicht nur eine inhaltlich und stilistisch große Bandbreite abdecken, sondern die Macherinnen wollen ebenfalls den ihrer Meinung nach im Comicbereich unterrepräsentierten Frauen mehr Platz verschaffen.
Spring ist eine nicht-kommerzielle und selbstverwaltete Comic- und Kunstzeitschrift. Die Künstlergruppe besteht ausschließlich aus Frauen, ebenso wird der Inhalt nur von Frauen gestaltet. Die Zusammensetzung des Künstlerkollektivs wechselt regelmäßig, so sind zum Beispiel neun Zeichnerinnen bei Spring 15 – Arbeit nicht mehr beteiligt, die noch zur vorangegangenen 14. Ausgabe Inhalte beisteuerten. Es gibt aber auch Frauen, die seit vielen Jahren regelmäßig die Comicanthologie mitgestalten, darunter befinden sich etwa Larissa Bertonasco, Moki, Katrin Stangl, Birgit Weyhe und Stephanie Wunderlich.
Es gibt keine zentrale Redaktion, Entscheidungen werden gemeinsam von den jeweiligen Projektbeteiligten getroffen. Jedes Heft folgt einem eigenen, zentralen Thema mit Beiträgen aus den Bereichen Comic, Illustration und freier Zeichnung. Die Interpretation des Themas bleibt jeder Beitragenden selbst überlassen. Anstatt einer fortlaufenden Geschichte werden unabhängige, zum Teil recht persönliche Beiträge von meist zwischen 12 und 16 Künstlerinnen pro Heft publiziert. Neben Bildgeschichten in klassischen Comicpanels finden auch ganzseitige Illustrationen und Einzelbilder ihren Platz in der Anthologie.
Die für die Finanzierung notwendige Werbung, die in den Heften zu sehen ist, wird ähnlich wie bei den Magazinen Strapazin oder Triebwerk ebenfalls von den beteiligten Künstlerinnen gezeichnet. Die Veröffentlichung von Spring erfolgt zweisprachig, die Ausgaben enthalten die Texte jeweils in Deutsch und sind mit englischen Untertiteln versehen. Die deutschen Texte des Comicmagazins nutzen konsequent das generische Femininum.

## Ausgaben
Wie für jede Ausgabe wurden auch für die dritte Veröffentlichung  im Jahr 2006  Themenvorschläge der Beteiligten gesammelt, gewählt wurde der Arbeitstitel Special Places von Maria Luisa Witte. Die Künstlerin begab sich für ihren Beitrag in Spring extra auf Reisen, um einen besonderen Ort für ihre Geschichte zu finden. Claudia Ahlering illustriert Auszüge aus dem Buch Die Welt als Supermarkt von Michel Houellebecq. Als Metapher für ihr Innenleben zeichnet Almuth Ertl einen fiktiven Garten, während Moki in ihrem Beitrag zur Sonder im Ohmgebirge, dem Berg ihrer Kindheit, zurückkehrt. Für Frau Wolter stellt ihr eigener Körper den titelgebenden, besonderen Ort dar, den die Zeichnerin wie ein Landkarte ausklappt.
Zur sechsten Veröffentlichung Verbrechen, die 2009 publiziert wurde, heißt es im Klappentext „12 Zeichnerinnen haben wieder zugeschlagen“. Dem gewählten Titel entsprechend setzen sich die Bildergeschichten mit Themen wie Diebstahl, Intrigen, Mord und Totschlag auseinander und fallen  verhältnismäßig düster und blutig aus. Susanne Reck (Text) und Barbara Yelin (Zeichnungen) legen mit Copacabana Eiskalt die 13. Folge von Josephine vor. Die Geschichte wird im klassischen Comicstil erzählt und kann als konventioneller Krimi mit überraschendem Ende beschrieben werden. In ganzseitigen Bildern, die an den US-amerikanischen Maler Edward Hopper erinnern, versucht Judith Mall das Wesen des Traumes zu verbildlichen.
Unter dem Titel ABC of Tragedy widmet sich das zehnte Heft im Jahr 2013 der Erzählform der Tragödie. Zur Jubiläumsausgabe trugen insgesamt 32 Zeichnerinnen bei. Zusätzlich zu den 15 eigenen Beiträgen der Künstlergruppe steuerten weitere 17 auch internationale Gastzeichnerinnen Inhalte zu Spring bei. Unter den Beitragenden befinden sich unter anderem Larissa Bertonasco, Ulli Lust, Katrin Stangl, Maria Luisa Witte, Stephanie Wunderlich und Barbara Yelin respektive unter den Gästen Anke Feuchtenberger, Åsa Grennvall (Schweden), Ginny Maki (USA), Marijpol, Alice Socal sowie Birgit Weyhe. Der Veröffentlichungsfeier am Tag der Publikation folgte vom 17. bis zum 18. August 2013 eine Ausstellung von ABC of Tragedy beim Hamburger Frappant e. V.
Die 13. Ausgabe The Elephant in the Room aus dem Jahr 2016 ist das Ergebnis der Zusammenarbeit von jeweils acht deutschen und indischen Künstlerinnen. Unter den deutschen Comiczeichnerinnen befinden sich zum Beispiel Ulli Lust, Katrin Stangl, Stephanie Wunderlich und Barbara Yelin. Der Kontakt zu den indischen Teilnehmerinnen entstand durch das Goethe-Institut, das zwei Jahre davor bereits eine vergleichbare Veranstaltung in Neu Delhi ausgerichtet hatte. Zu den in Europa unbekannten Zeichnerinnen aus Indien gehören etwa Priya Kuriyan, Archana Sreenavisam und Anpu Varkey. In einem gemeinsamen Workshop in der Nähe von Bangalore setzten sich die Künstlerinnen im Frühjahr 2016 mit der Frage auseinander, was es in der Gesellschaft bedeute, eine Frau zu sein. Dabei entstanden etwa Geschichten zu den Themen Selbstbestimmung, das Verhältnis zum eigenen Körper, Schönheitsideale, gewollte Kinderlosigkeit und Gewalt. Das Goethe-Institut präsentierte die Arbeiten samt der 13. Ausgabe der Anthologie unter dem Titel „New Delhi + Spring“ auf dem 17. Comic-Salon Erlangen an einem eigenen Messestand. Die Hefte waren bereits nach zwei Tagen vergriffen.
Das Heft mit der Nummer 16 aus dem Jahr 2019 trägt den Titel Sex. In den darin enthaltenen Beiträgen geht es unter anderem um Gender, Liebe und die weibliche Sexualität. In der Geschichte Enden als jungfräulicher Freak schildert Stephanie Wunderlich eigene, pubertäre Ängste und den Schock, den sie erlebte, als sie das erste Mal ein Porno-Heft betrachtete. Doris Freigofas setzt sich in Overflow mit dem Orgasmus und der weiblichen Ejakulation auseinander. Nina Pagalies versieht Bilder der Vulva mit Volksweisheiten aus verschiedenen Ländern, darunter ein Beispiel aus Katalonien: „Die See beruhigt sich, wenn sie die Vulva einer Frau sieht“. Unter dem Titel Das Fest der Liebe berichtet Carolin Löbbert vom japanischen Fruchtbarkeitsfest Hōnen-Matsuri, bei dem Phallusfiguren in einer Prozession durch die Stadt getragen werden. In Afterglow illustriert Kati Szilagyi unterschiedliche Frauen, die nach einer schönen Nacht glücklich auf ihrem Weg nach Hause sind. Alle Beiträge sind ausschließlich in unterschiedlichen Abstufungen der Farbe Rosa koloriert.
Mit Togetherness erschien 2020 die 20. Ausgabe, zu der beispielsweise Maren Amini, Julia Bernhard, Sophia Martineck, Katrin Stangl und Anne Vagt beitrugen. Von Julia Bernhard stammt der Comic Wer hat Angst vor Maren Kroymann, Katrin Stangl steuerte die Geschichte Together bei.
| #  | Titel                    | Illustratorinnen | Seiten                 | Veröffentlichung   | ISBN                   |
| -- | ------------------------ | ---------------- | ---------------------- | ------------------ | ---------------------- |
| 1  | Nachstellungen           | 11               | 72                     | 2004               |                        |
| 2  | Wandlungen               | 14               | 128                    | 2005               |                        |
| 3  | Special Places           | 12               | 128                    | 2006               |                        |
| 4  | Garten Eden              | 12               | 138                    | 2007               |                        |
| 5  | Alter Ego                | 16               | 176                    | 2008               |                        |
| 6  | Verbrechen               | 14               | 168                    | 2009               | ISBN 978-3-9813037-3-5 |
| 7  | Happy Ending             | 15               | 254                    | 2010               | ISBN 978-3-9813037-4-2 |
| 8  | Familiensilber           | 12               | 228                    | 2011               | ISBN 978-3-9813037-5-9 |
| 9  | Reineke F.               | 12               | 210                    | 2012               | ISBN 978-3-9815384-0-3 |
| 10 | ABC of Tragedy           | 32               | 250                    | 16. August 2013    | ISBN 978-3-9815384-1-0 |
| 11 | Wunder                   | 15               | Schuber mit 15 Postern | 2014               | ISBN 978-3-9815384-2-7 |
| 12 | Privée                   | 14               | 216                    | 1. September 2015  | ISBN 978-3-938539-36-1 |
| 13 | The Elephant in the Room | 16               | 250                    | 15. August 2016    | ISBN 978-3-938539-39-2 |
| 14 | Yo future!               | 16               | 216                    | 15. August 2017    | ISBN 978-3-938539-46-0 |
| 15 | Arbeit                   | 13               | 228                    | 3. September 2018  | ISBN 978-3-938539-50-7 |
| 16 | Sex                      | 14               | 252                    | 3. September 2019  | ISBN 978-3-938539-54-5 |
| 17 | Gespenster               | 16               | 256                    | 1. September 2020  | ISBN 978-3-938539-60-6 |
| 18 | Freiheit                 | 12               | 240                    | 21. September 2021 | ISBN 978-3-948722-13-5 |
| 19 | Scheitern                | 14               | 240                    | 1. September 2022  | ISBN 978-3-948722-18-0 |
| 20 | Togetherness             | 20               | 240                    | 5. September 2023  | ISBN 978-3-948722-29-6 |
| 21 | Macht                    | 14               | 224                    | 3. September 2024  | ISBN 978-3-948722-32-6 |
| 22 | Into the Unknown         | 15               | 224                    | 23. September 2025 | ISBN 978-3-948722-47-0 |

## Kritiken und Auszeichnungen
Die sechste Ausgabe Verbrechen wurde 2010 mit dem ICOM Independent Comic Sonderpreis für eine bemerkenswerte Comicpublikation ausgezeichnet. Die Jury wurde von der Gesamtkonzeption überzeugt. Die Herangehensweise zeige Mut, sowohl inhaltlich als auch grafisch würden neue Wege beschritten. Spring sie eines der spannendsten künstlerische Netzwerke, „dem wir im Moment im deutschsprachigen Comic zusehen dürfen“.
Nach dem Jitter Magazin ist die zehnte Ausgabe ABC of Tragedy von Spring ein „bildgewaltiges Kompendium aus ganzseitigen Einzelillustrationen bis hin zu mehrseitigen Comicbeiträgen“. Die 32 Zeichnerinnen hätten schicksalhafte Geschichten und tragische Helden in „über 80 tragikomischen, absurden, trivialen, rätselhaften, schockierenden und amüsanten Beiträgen […] gestaltet“ und damit ein „bunte[s] Lexikon der Katastrophen“ erschaffen.
Wie man es von vorherigen Ausgaben von Spring gewohnt sei, überzeuge auch The Elephant in the Room. Diese ist laut Ute Friederich in Der Tagesspiegel nicht nur thematisch vielfältig, sondern weise auch „stilistisch eine große Bandbreite auf“. Man finde in der Ausgabe „ganzseitige Illustrationen ebenso wie in klassischen Comicpanels erzählte Geschichten“, dazwischen aber auch immer wieder „einzelne Bilder, die für sich stehen“. Bei Puls werden die autobiografischen Alltagsgeschichten in Heft 13 ebenfalls gelobt. Ob durch „dicke Pinselstriche oder feine Linien, knallige Farben oder sanftgraue Töne“, die Frauen hinter The Elephant in the Room skizzierten kraftvolle Geschichten über den Umgang mit gesellschaftlichen Erwartungen. Obwohl die Künstlerinnen aus unterschiedlichen Kulturkreisen stammen, „haben ihre Geschichten erstaunlich viel gemeinsam“.
Christoph Haas hält zur Publikation Sex in die Süddeutsche Zeitung fest, Spring stelle eine der „aufregendsten Publikationen der deutschsprachigen Comic-Szene“ dar. Die Anthologie habe entscheidend dazu beigetragen, dass die „Neunte Kunst hierzulande nicht mehr nur als eine Männersache angesehen wird“. Der Veröffentlichung fehle es nicht an pornografischer Deutlichkeit, „vulgär und peinlich wird es dennoch nie“. Bei FM4 lobt Conny Lee sowohl die Vielfalt der Illustrationen als auch der Erzählweisen. Einige Geschichten beschäftigten sich mit dem „Thema Sex rein auf Bildebene, andere Kapitel erzählen wortreiche Geschichten oder Anekdoten“. Sex biete Perspektiven, „die einen teils überraschen, teils haben sie einen hohen Identifikationsfaktor“. Auf jeden Fall bleibe die Frage zurück, wie die folgenden Exemplare mit dem vorgelegten Niveau mithalten wollen.
Laut Andreas Platthaus in die Frankfurter Allgemeine Zeitung wirkt Spring „im besten Sinne wie ein Bewerbungsportfolio für Illustrationsaufträge“. Auch nach 17 Ausgaben sei Spring „immer noch das Maß der Dinge, wenn es um deutsche Comicanthologien geht, auch wenn (oder weil?) die Kunstform hier weit ausgelegt wird“.
Zur 20. Veröffentlichung Togetherness hält Mathias Heller für den Norddeutschen Rundfunk fest, das Buch schaffe „eine relevante und vielbeachtete Veröffentlichung, die nicht so leicht auf dem Comic-Markt […] zu bekommen ist: divers, überraschend und kompromisslos“. Die Geschichten des Heftes glänzten durch Unterschiedlichkeit, ließen aber auch einen „Einblick in das derzeitige visuelle Verständnis von grafischen Erzählungen“ zu. Man spüre auf den Seiten die „Freude am Zeichenstift und die Kraft seiner Erzählmacht“.